# Friedrich Wilhelm Kritzinger

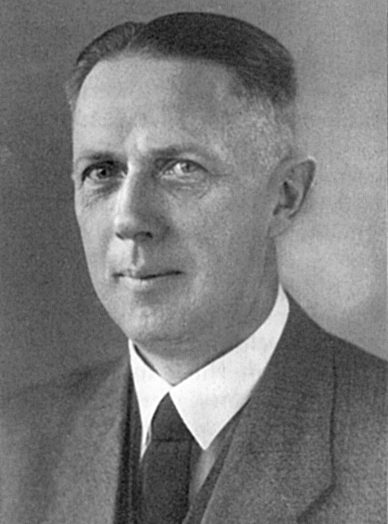
Friedrich Kritzinger.

Friedrich Wilhelm Kritzinger, född 14 april 1890 i Grünfier (idag Zielonowo i Polen) nära Filehne, död 25 april 1947 i Nürnberg, var en tysk nazistisk politiker och jurist.

## Biografi
Kritzinger deltog i första världskriget och befordrades till fänrik. Kritzinger var krigsfånge i Frankrike 1918–1920. Från 1921 var han anställd som jurist i tyska justitieministeriet och assessor i det preussiska handelsministeriet 1925–1926. Kritzinger återvände 1926 till det tyska justitieministeriet, där han från 1930 var biträdande ministersekreterare. 1938 överfördes han till rikskansliet där han tjänstgjorde som gruppchef med rang av statssekreterare. 1938 blev han medlem i nazistpartiet.
Kritzinger verkade för att judarnas rättsskydd skulle inskränkas. Han deltog i Wannseekonferensen 1942.
Kritzinger var statssekreterare i regeringen Dönitz i maj 1945. Han internerades av de allierade i Bruchsal. Han släpptes i april 1946, men greps på nytt i december samma år. Kritzinger frigavs kort före sin död 1947.

## Populärkultur
I filmen Konspirationen från 2001 porträtteras Friedrich Kritzinger av David Threlfall.